# Philodendron schottianum
Philodendron schottianum är en kallaväxtart som beskrevs av Hermann Wendland och Heinrich Wilhelm Schott. Philodendron schottianum ingår i släktet Philodendron och familjen kallaväxter. Inga underarter finns listade.